# Холод, Валентин Васильевич
Валенти́н Васи́льевич Хо́лод (25 августа 1936, Петровичи, Минская область, БССР, СССР — 25 июня 2018, Санкт-Петербург, Россия) — советский военный подводник, председатель Государственной комиссии Военно-Морского Флота, Герой Советского Союза (21.12.1982). Контр-адмирал (17.02.1988).

## Биография
Белорус по национальности, родился в деревне Петровичи Смолевичского района Минской области Белорусской ССР в семье колхозника. Когда окончил 10 классов школы, в 1954 году начал службу в Военно-Морском Флоте. В октябре 1958 года окончил Высшее военно-морское училище подводного плавания в Ленинграде. В 1959 году вступил в ряды КПСС.
После окончания училища Холод продолжил службу уже на Северном флоте. Он последовательно занимал следующие должности: с декабря 1958 года по апрель 1960 года — командир торпедной группы подводной лодки «С-362», с апреля 1960 года по ноябрь 1964 года — командир минно-торпедной боевой части подводной лодки «С-172», с ноября 1964 года по декабрь 1967 года — старший помощник командира подводной лодки «С-197». После окончания в июле 1968 года Высших специальных офицерских классов ВМФ Холод получил назначение на атомные подводные лодки Краснознамённого Северного флота. Во время службы он последовательно занимал следующие должности: с июля 1968 года по август 1971 года — старший помощник командира подводной лодки «К-423», с августа 1971 года по апрель 1976 года — командир подводной лодки «К-279» во втором экипаже, с апреля 1976 года по сентябрь 1977 года — заместитель командира дивизии подводных лодок.
Во время службы на атомных подводных лодках Холод участвовал в семи дальних походах, в том числе продолжительном испытательном походе подо льдами Арктики. Впервые для подводных лодок нового проекта им было освоено плавание в одноэшелонном варианте (режим использования главной энергетической установки). За освоение новой техники в 1974 году Холод, будучи в звании капитана 2-го ранга, был награждён орденом Красного Знамени.
С сентября по октябрь 1977 года Холод находился в распоряжении Главнокомандующим Военно-Морским Флотом. В июле 1978 года он окончил Академические курсы офицерского состава при Военно-морской академии имени А. А. Гречко. В это же время Холоду было присвоено воинское звание капитана 1-го ранга.
С сентября 1978 года по май 1992 года Холод служил в различных воинских частях Министерства обороны СССР и Российской Федерации: с 1982 по 1992 год являлся командиром секретной войсковой части № 45707, выполнял обязанности председателя Государственной комиссии, отстаивая интересы Военно-Морского Флота. Он принимал личное участие в испытаниях и приёмке новой военно-морской техники, многое вложил в дело её успешной эксплуатации.
Указом Президиума Верховного Совета СССР от 21 декабря 1982 года за успешное выполнение заданий командования и проявленные при этом мужество и отвагу капитану 1-го ранга Холоду Валентину Васильевичу присвоено звание Героя Советского Союза с вручением ордена Ленина и медали «Золотая Звезда» (№ 11489).
В 1988 году Холод окончил Военно-морскую академию имени Н. Г. Кузнецова. Постановлением Совета Министров СССР от 17 февраля 1988 года ему было присвоено воинское звание контр-адмирала. С мая 1992 года — в запасе. Жил в Санкт-Петербурге. Скончался 25 июня 2018 года. Похоронен на Серафимовском кладбище (Коммунистическая площадка) в Санкт-Петербурге.

Могила Холода на Серафимовском кладбище Санкт-Петербурга.

## Награды
- Герой Советского Союза (21.12.1982, медаль № 11489)
- Награждён орденами Ленина (1982), Красного Знамени (1974), медалями[2][3].